# Port lotniczy Al Al
Zasugerowano, aby zintegrować ten artykuł z artykułem Port lotniczy Afik. Nie opisano powodu propozycji integracji.
Port lotniczy Al Al – wojskowy port lotniczy położony w miejscowości Al Al, w Syrii.